# Wust-Fischbeck
Wust-Fischbeck település Németországban, azon belül Szász-Anhalt tartományban. Lakosainak száma 1205 fő (2023. december 31.).

## Népesség
A település népességének változása:
| Lakosok száma | 1285 | 1257 | 1221 | 1201 | 1205 |
|               | 2017 | 2019 | 2021 | 2022 | 2023 |